# Біляєво (Янтіковський район)
Біля́єво (рос. Беляево, чув. Çĕнçырма) — присілок у складі Янтіковського району Чувашії, Росія. Входить до складу Алдіаровського сільського поселення.
Населення — 399 осіб (2010; 454 у 2002).
Національний склад:
- чуваші — 98 %